# Protein C
Protein C je protein u čovjeku koji ima važnu u logu u sustavu zgrušavanja krvi. Protein C je vrlo važan fiziološki antikoagulans. Protein C je enzim serinska proteaza ovisna o vitaminu K koju trombin aktvira u aktivirani protein C (aPC). Aktivirani protein C (s proteinom S i fosfolipidima kao kofaktorima) razgrađuje Faktor Va i Faktor VIIIa u sustavu zgrušavanja krvi (koagulacija).
Deficit proteina C je rijetka genetska bolest u kojoj postoji predispozicija za vensku trombozu i spontane pobačaje, dok je rezistencija na aktivirani protein C stanje u kojem postoji nemogućnost razgradnje faktora V i/ili faktora VIII (najbolje poznat i najčešči nasljedni oblik je Faktor V – Leiden).
Gen za protein C nalazi se na drugom kromosomu i naziva se PROC gen. 